# Delirious
Delirious – piosenka house/pop stworzona przez Davida Guettę i Tarę McDonald na trzeci album studyjny Guetty, Pop Life (2007). Utwór wydany został jako trzeci singel promujący krążek dnia 31 stycznia 2008. W kompozycji swojego głosu gościnnie użyczyła Tara McDonald.

## Pozycje na listach
| Lista przebojów (2008)        | Najwyższa pozycja |
| ----------------------------- | ----------------- |
| Austria Singles Top 75        | 27                |
| Belgia Singles Chart          | 17                |
| Bułgaria Top 40 Singles Chart | 7                 |
| Francja Top 100 Singles Chart | 16                |
| Holandia Top 40 Chart         | 12                |
| Niemcy Singles Top 100 Chart  | 59                |
| Szwajcaria Singles Chart      | 16                |
| Szwecja Singles Top 60 Chart  | 51                |
| Włochy Singles Top 50         | 22                |